# Broken Arrow (bande originale du film)
Pour les articles homonymes, voir Broken Arrow.
Albums de Hans Zimmer
Two Deaths
(1995) L'Île au trésor des Muppets
(1996)
Broken Arrow Original Motion Picture Soundtrack est la bande originale du film Broken Arrow de John Woo sorti en 1996. Elle a été composée par Hans Zimmer.
L'album initial, composé de 8 titres, sort en 1996 chez Milan Records. En 2011, le label La-La Land Records édite une version « expanded » en 2 CD.
| No | Titre        | Durée |
| -- | ------------ | ----- |
| 1. | Brothers     | 7:05  |
| 2. | Secure       | 4:47  |
| 3. | Stealth      | 7:35  |
| 4. | Mine         | 5:42  |
| 5. | Nuke         | 10:48 |
| 6. | Greed        | 11:00 |
| 7. | Hammerhead   | 4:40  |
| 8. | Broken Arrow | 7:37  |

## Édition «expanded»
| Disc One | Disc One                                | Disc One | Disc One | Disc One | Disc One | Disc One | Disc One | Disc One | Disc One |
| No       | Titre                                   | Durée    |          |          |          |          |          |          |          |
| -------- | --------------------------------------- | -------- | -------- | -------- | -------- | -------- | -------- | -------- | -------- |
| 1.       | Rope-A-Dope                             | 5:04     |          |          |          |          |          |          |          |
| 2.       | The Bomber                              | 2:31     |          |          |          |          |          |          |          |
| 3.       | Going To War/Fire In A Brooklyn Theater | 6:30     |          |          |          |          |          |          |          |
| 4.       | The Pentagon (Unused)                   | 1:16     |          |          |          |          |          |          |          |
| 5.       | The Search/Broken Arrow                 | 2:42     |          |          |          |          |          |          |          |
| 6.       | Desert Dawn                             | 3:40     |          |          |          |          |          |          |          |
| 7.       | Day Search                              | 1:28     |          |          |          |          |          |          |          |
| 8.       | Right Down There                        | 3:26     |          |          |          |          |          |          |          |
| 9.       | Something's Coming                      | 3:50     |          |          |          |          |          |          |          |
| 10.      | 10,000 Years                            | 2:15     |          |          |          |          |          |          |          |
| 11.      | Humvee Chase                            | 4:54     |          |          |          |          |          |          |          |
| 12.      | Mine Shaft 1                            | 1:53     |          |          |          |          |          |          |          |
| 13.      | Mine Shaft 2                            | 15:49    |          |          |          |          |          |          |          |
| 55:18    |                                         |          |          |          |          |          |          |          |          |

| Disc Two | Disc Two                          | Disc Two | Disc Two | Disc Two | Disc Two | Disc Two | Disc Two | Disc Two | Disc Two |
| No       | Titre                             | Durée    |          |          |          |          |          |          |          |
| -------- | --------------------------------- | -------- | -------- | -------- | -------- | -------- | -------- | -------- | -------- |
| 1.       | Big Bang                          | 2:15     |          |          |          |          |          |          |          |
| 2.       | Butterflies                       | 1:57     |          |          |          |          |          |          |          |
| 3.       | The Boat/Stowaway                 | 3:27     |          |          |          |          |          |          |          |
| 4.       | Breaking Orders                   | 2:18     |          |          |          |          |          |          |          |
| 5.       | Eat A Bullet                      | 2:15     |          |          |          |          |          |          |          |
| 6.       | Hammerhead                        | 17:04    |          |          |          |          |          |          |          |
| 7.       | Nuke Disarmed (End Credits)       | 7:40     |          |          |          |          |          |          |          |
|          | Bonus Tracks                      |          |          |          |          |          |          |          |          |
| 8.       | Brothers (Original Album Version) | 7:07     |          |          |          |          |          |          |          |
| 9.       | Mine (Original Album Version)     | 5:43     |          |          |          |          |          |          |          |
| 10.      | Nuke (Original Album Version)     | 10:52    |          |          |          |          |          |          |          |
| 60:38    |                                   |          |          |          |          |          |          |          |          |